# 晩酌
晩酌（ばんしゃく）とは、夕食時など、夕方から晩の時間帯に飲む酒のこと、または、そういった時間帯に飲酒する習慣のことである。ただし、この時飲まれる酒の種類は、特に決まっておらず、時の気分や個人の好みによってまちまちである。また、酒の飲み方（どのくらいの量を飲むのか、どのような温度で飲むのか、など）も、気分や好みによって違う。なお、晩酌は、行われる時間帯の関係上、これが寝酒となることもある。
晩酌という言葉は、中国唐の時代の詩人・白居易が作ったの詩の中にもみられ、「晩酌酔即休」とある。

## 晩酌と健康
「晩酌行動の大半は、明らかに精神依存と見なせる。」とされる。つまり、晩酌が習慣化した者は、晩酌をしないと落ち着かないなどといった状態になることがある。したがって、アルコール依存症の一因にもなるので注意が必要である。さらに、連日の飲酒は、身体にも悪影響を与えるとされるので、避けることが望ましい。また、エタノールには、摂取後短い時間は眠気を引き起こすものの、数時間すると逆に覚醒させる方向に働くという効果がある

。
このため、夕食時など、睡眠を取る数時間前に飲酒をすると、いざ入眠する時に、目がさえてしまう原因となるので、注意が必要である。
睡眠時呼吸障害（睡眠時無呼吸症）がある場合は、エタノールには呼吸抑制作用があるため、晩酌を行うべきではないとされている

。
また、エタノールを摂取すると、いびきも酷くしてしまう

。